# 2021년 9월
| 2021년: 1월 · 2월 · 3월 · 4월 · 5월 · 6월 · 7월 · 8월 · 9월 · 10월 · 11월 · 12월 |

| \| 2021년 9월 1일 (수요일) \| \| 편집 \| |  |      |
| 경제와 비즈니스 - 대한민국의 유제품 기업인 남양유업의 매각이 무산되었다. - 남양유업 홍원식 회장이 입장문을 통하여, 사모 펀드인 한앤컴퍼니에 회사를 매각할 수 없다고 밝혔다. 지난 2021년 5월 매각 발표 이후 3개월 여만의 번복이다. - 이날 서울중앙지방법원이 한앤컴퍼니가 신청한 남양유업 주식 매각 가처분 신청을 인용함에 따라, 주식의 약 53%가 이와 관련하여 묶이게 되었으며, 양측은 법정 공방을 벌이게 되었다. 문화와 예술 - 제78회 베네치아 국제 영화제가 개막하였다. 영화제는 오는 9월 11일까지 진행되며 92개 영화가 출품되었다. 본선(Venezia 78) 심사위원장은 봉준호 감독이 맡았다. 대한민국 감독으로는 처음이다. 보건 - 코로나19 범유행 - 대한민국의 코로나19 범유행 - 대한민국의 0시 기준 누적 확진자 수가 253,445명으로 집계되었다. 전날 0시 대비 2,025명(국내 1,992, 해외유입 33)이 늘었다. 누계가 일부 정정(-1)되었다. - 정부가 루마니아와의 협력을 통하여 백신을 추가 도입한다고 밝혔다. 루마니아 정부가 보유한 화이자 코로나19 백신 105만 3,000회 분을 구매하고, 모더나 코로나19 백신 45만회 분은 루마니아 정부가 공여한기로 했다고 밝혔다. 당국자는 모더나 백신 공여와 관련하여, 대한민국 정부는 루마니아에 필요한 의료 물자를 공여하는 상호 공여 방식이며, 이번 150만 3,000회 분의 도입 물량은 18세~49세 접종에 쓰일 예정이라고 설명하였다. - 접종을 완료한 인구가 30%를 넘어섰다. 전날 0시 대비 529,356명이 접종을 완료, 누적 접종 완료자 수는 15,749,376명, 주민등록 인구 대비 30.7%가 접종을 완료한 것으로 집계되었다. - 필리핀의 누적 확진자 수가 200만 명을 넘어섰다. 스포츠 - 크리스티아누 호날두(포르투갈)가 111골로 A매치 최다골 신기록을 작성하였다. A매치 180경기 출장만이다. - 호날두는 2022년 FIFA 월드컵 유럽 지역 예선의 A조 포르투갈과 아일랜드와의 경기에 출장하였다. 후반 막바지와 연장전에 걸쳐 두골을 넣었으며, 포르투갈이 2:1로 승리하였다. - 종전 기록은 알리 다에이(이란)의 109골로, 호날두는 지난 2021년 6월 23일 UEFA 유로 2020 조별리그 F조 3차전 프랑스와의 경기에서 페널티킥(전반 31분, 후반 15분)으로 2골을 넣으며 타이 기록을 달성하였다. 재해 - 허리케인 아이다(Ida)로 인한 범람과 관련하여 필 머피(Phil Murphy) 뉴저지주 주지사가 비상사태를 선포하였다. |  |      |
| 2021년 9월 1일 (수요일) |  | 편집 |

| 2021년 9월 1일 (수요일) |  | 편집 |

| \| 2021년 9월 2일 (목요일) \| \| 편집 \| |  |      |
| 보건 - 코로나19 범유행 - 대한민국의 0시 기준 누적 확진자 수가 255,401명으로 집계되었다. 전날 0시 대비 1,961명(국내 1,927, 해외유입 34)이 늘었다. 누계가 일부 정정(-5)되었다. 재해 - 허리케인 아이다(Ida)로 뉴욕시가 비상사태를 선포하였다. 폭우로 뉴욕 지하철 대부분이 침수되었으며, 시 당국은 비상 교통 수단 외에 일반 차량을 통행 금지하였다. |  |      |
| 2021년 9월 2일 (목요일) |  | 편집 |

| 2021년 9월 2일 (목요일) |  | 편집 |

| \| 2021년 9월 3일 (금요일) \| \| 편집 \| |  |      |
| 보건 - 코로나19 범유행 - 대한민국의 0시 기준 누적 확진자 수가 257,110명으로 집계되었다. 전날 0시 대비 1,709명(국내 1,675, 해외유입 34)이 늘었다. 정치와 선거 - 2021년 일본 자유민주당 총재 선거: 스가 요시히데 총리가 오는 9월 29일로 예정된 자유민주당 총재 선출을 위한 선거에 입후보하지 않겠다는 의사를 표명, 불출마 선언을 하였다. 스가 총리는 2020년 9월 자유민주당(자민당) 총재 임기를 1년 남겨둔 아베 신조 총리가 지병으로 사퇴하면서, 자민당 총재에 오르고 총리가 되었다. |  |      |
| 2021년 9월 3일 (금요일) |  | 편집 |

| 2021년 9월 3일 (금요일) |  | 편집 |

| \| 2021년 9월 4일 (토요일) \| \| 편집 \| |  |      |
| 보건 - 코로나19 범유행 - 대한민국의 0시 기준 누적 확진자 수가 258,913명으로 집계되었다. 전날 0시 대비 1,804명(국내 1,776, 해외유입 28)이 늘었다. 누계가 일부 정정(-1)되었다. 정치와 선거 - 대한민국 제20대 대통령 선거, 더불어 민주당 후보 경선: 대전·충남 지역에서 실시된 첫 순회경선에서 이재명 후보가 54.81%의 득표율로 1위를 기록하였다. 이재명 후보는 24,614표 중 14,012표를 얻었다. 2위는 이낙연 후보로 득표율 27.41%(7,007표)를 기록하였다. |  |      |
| 2021년 9월 4일 (토요일) |  | 편집 |

| 2021년 9월 4일 (토요일) |  | 편집 |

| \| 2021년 9월 5일 (일요일) \| \| 편집 \| |  |      |
| 무력 충돌과 공격 - 2021년 기니 쿠데타: 기니에서 쿠데타가 발생, 알파 콩데 대통령이 체포되었다. 마마디 돔보야(Mamady Doumbouya) 특전사령관(대령)은 국영 텔레비전 방송에 출연, 정부 해산과 헌법의 해체를 선포하였다. 군부가 방송·통신을 통제하고, 국경을 폐쇄한 것으로 알려졌다. 보건 - 코로나19 범유행 - 대한민국의 0시 기준 누적 확진자 수가 260,403명으로 집계되었다. 전날 0시 대비 1,490명(국내 1,461, 해외유입 29)이 늘었다. 스포츠 - 2020년 하계 패럴림픽: 지난 8월 24일 개막한 하계 패럴림픽이 12일간의 일정을 마치고, 폐막하였다. |  |      |
| 2021년 9월 5일 (일요일) |  | 편집 |

| 2021년 9월 5일 (일요일) |  | 편집 |

| \| 2021년 9월 6일 (월요일) \| \| 편집 \| |  |      |
| 보건 - 코로나19 범유행 - 대한민국의 0시 기준 누적 확진자 수가 261,778명으로 집계되었다. 전날 0시 대비 1,375명(국내 1,351, 해외유입 24)이 늘었다. |  |      |
| 2021년 9월 6일 (월요일) |  | 편집 |

| 2021년 9월 6일 (월요일) |  | 편집 |

| \| 2021년 9월 7일 (화요일) \| \| 편집 \| |  |      |
| 군사 - 대한민국이 전 세계 8번째로 잠수함발사 탄도유도탄(SLBM) 개발에 성공하였다. 대한민국 국방부는 이에 대하여 확인하지 않았으나, 국방과학연구소 주도로 9월 초 도산안창호함에서 SLBM 수중 사출 시험을 진행한 것으로 알려졌다. 이른 시간 안에 군 당국이 공식 발사와 함께 전력화 선언을 할 것으로 전망되었다. 보건 - 코로나19 범유행 - 대한민국의 0시 기준 누적 확진자 수가 263,374명으로 집계되었다. 전날 0시 대비 1,597명(국내 1,563, 해외유입 34)이 늘었다. 누계가 일부 정정(-1)되었다. |  |      |
| 2021년 9월 7일 (화요일) |  | 편집 |

| 2021년 9월 7일 (화요일) |  | 편집 |

| \| 2021년 9월 8일 (수요일) \| \| 편집 \| |  |      |
| 경제와 비즈니스 - 엘살바도르에서 세계 최초로 비트코인을 법정 통화(법화)가 되었다. 지난 6월 8일 제정된 비트코인법(Bitcoin Law)이 발효되며, 엘살바도르에서 비트코인은 미국 달러와 함께 법화의 지위를 갖게 되었다. - 앞서 전날인 7일 나이브 부켈레 대통령은 엘살바도르 정부가 400 비트코인 매수했다고 밝혔다. 엘살바도르 정부는 이후 가격이 10% 가량 급락하자, 700만 달러(약 81억원) 어치인 150 비트코인을 추가 매수해 모두 550 비트코인을 보유한 것으로 알려졌다. - 부켈레 대통령은 국민들의 해외 노동과 송금이 국가 경제의 약 20%를 차지하는 상황에서, 연간 4억 달러(한화 약 4,668억 원) 이상의 송금 수수료를 절감할 수 있을 것으로 기대하고 있다. - 비트코인의 큰 변동성이나 돈세탁 등에 대한 우려, 정부의 전자지갑 서비스인 치보(Chivo) 서비스의 먹통 등으로 수도 산살바도르에서는 약 1,000여 명이 반대 시위에 나섰다. 보건 - 코로나19 범유행 - 대한민국의 0시 기준 누적 확진자 수가 265,423명으로 집계되었다. 전날 0시 대비 2,050명(국내 2,014, 해외유입 36)이 늘었다. 누계가 일부 정정(-1)되었다. 사고 - 인도네시아 반튼주의 탕그랑에 있는 교도소에서 화재가 발생, 최소 44명이 숨지고, 77명이 부상을 입었다. 정치와 선거 - 러시아의 예브게니 지니체프(Yevgeny Zinichev) 장관이 사고로 순직하였다. - 모로코에서 총선이 실시되었으며, 투표율 50.35%을 기록하였다. 아지즈 아케너치(Aziz Akhannouch)가 이끄는 국민 무소속 집회(NRI) 당이 이전 선거 대비 65석이 늘어난 102석을 얻으며 총선에서 1당이 되었다. 여당인 정의개발당은 112석이 감소한 13석을 얻었다. 스포츠 - 2022년 동계 올림픽 - 국제 올림픽 위원회는 코로나19 범유행 상황을 이유로 일본 도쿄에서 열린 2020년 하계 올림픽에 일방적으로 불참하여 올림픽 헌장을 위반한 조선민주주의인민공화국 올림픽 위원회에 대한 징계 차원에서 2022년 말까지 활동 자격을 정지하고 재정적인 지원을 금지하는 결정을 내렸다. 이에 따라 조선민주주의인민공화국은 중화인민공화국 베이징에서 열릴 예정인 2022년 동계 올림픽에 참가하는 것이 금지되었다. |  |      |
| 2021년 9월 8일 (수요일) |  | 편집 |

| 2021년 9월 8일 (수요일) |  | 편집 |

| \| 2021년 9월 9일 (목요일) \| \| 편집 \| |  |      |
| 군사 - 조선민주주의인민공화국이 제73주년 인민정권 창건일(9·9절)에 맞추어 열병식을 진행하였다. 열병식은 심야에 진행되었다. - 김정은 국무위원장이 참관하였으나, 따로 연설을 하지 않았다. 리일환 선전선동 비서가 대회 연설하였다. - 예비군인 로농적위군과 경찰격인 사회안전군(사회안전성 소속)이 주축이된 열병식으로, 5년, 10년 단위의 이른 바 꺾어지는 해(정주년) 대규모 열병식이 아닌 점과 소규모로 전략무기 공개없이 진행된 점에서, 내부 체제 결속을 위한 행사로 평가되었다. 보건 - 코로나19 범유행 - 대한민국의 0시 기준 누적 확진자 수가 267,470명으로 집계되었다. 전날 0시 대비 2,049명(국내 2,018, 해외유입 31)이 늘었다. 누계가 일부 정정(-2)되었다. |  |      |
| 2021년 9월 9일 (목요일) |  | 편집 |

| 2021년 9월 9일 (목요일) |  | 편집 |

| \| 2021년 9월 10일 (금요일) \| \| 편집 \| |  |      |
| 경제와 비즈니스 - 러시아의 에너지 기업인 가스프롬이 노드 스트림 2(Nord Stream 2) 천연가스 송유관 건설을 완료하였다. 가즈프롬은 독일 관계 당국의 허가가 이루어지면 송유관을 통한 운송이 개시될 것이라고 밝혔다. 보건 - 코로나19 범유행 - 대한민국의 0시 기준 누적 확진자 수가 269,362명으로 집계되었다. 전날 0시 대비 1,892명(국내 1,857, 해외유입 35)이 늘었다. |  |      |
| 2021년 9월 10일 (금요일) |  | 편집 |

| 2021년 9월 10일 (금요일) |  | 편집 |

| \| 2021년 9월 11일 (토요일) \| \| 편집 \| |  |      |
| 문화와 예술 - 제78회 베네치아 국제 영화제가 폐막하였다. 황금사자상 수상작으로는 오드리 디완(Audrey Diwan) 감독의 레벤느망(L'Evenement)이 선정되었다. 보건 - 코로나19 범유행 - 대한민국의 0시 기준 누적 확진자 수가 271,227명으로 집계되었다. 전날 0시 대비 1,865명(국내 1,816, 해외유입 49)이 늘었다. 사회 - 미국에서 9·11테러 20주년을 맞아 그라운드 제로를 비롯하여 곳곳에서 추모식 행사가 진행되었다. 또한 각국 정상들이 희상자들을 애도하는 성명을 발표하였다. |  |      |
| 2021년 9월 11일 (토요일) |  | 편집 |

| 2021년 9월 11일 (토요일) |  | 편집 |

| \| 2021년 9월 12일 (일요일) \| \| 편집 \| |  |      |
| 보건 - 코로나19 범유행 - 대한민국의 0시 기준 누적 확진자 수가 272,982명으로 집계되었다. 전날 0시 대비 1,755명(국내 1,725, 해외유입 30)이 늘었다. 스포츠 - US 오픈 테니스 대회 여자 단식에서 엠마 라두카누(영국)가 우승하였다. - 결승전에서 레일라 페르난데스를 2 : 0으로 꺾은 라두카누는 예선 3경기, 본선 128강전부터 7경기, 모두 10경기를 치르며, 한 세트도 내주지 않고 우승하였다. 남녀를 통틀어 예선 통과자의 결승진출과 우승은 라두카누가 처음이다. 또한 US 오픈 여자 단식 결승에서 10대가 맞붙은 것은 1999년 세레나 윌리엄스와 마르티나 힝기스의 결승 이후 22년 만이다. - 영국 선수의 메이저 대회 우승은 버지니아 웨이드가 1977년 윔블던 선수권 대회 여자 단식에서 우승한 이후, 44년만이다. 정치와 선거 - 대한민국 제20대 대통령 선거, 더불어민주당 후보 경선: 1차 전국 및 강원 지역 경선이 치러졌다. 중간 결과 이재명 후보가 합계 51.41%로 선두를 달리고 있으며, 이어 이낙연 후보가 31.08%로 2위를 기록 중이다. 더불어민주당의 순회 경선은 오는 10월 2일까지 진행될 예정이다. |  |      |
| 2021년 9월 12일 (일요일) |  | 편집 |

| 2021년 9월 12일 (일요일) |  | 편집 |

| \| 2021년 9월 13일 (월요일) \| \| 편집 \| |  |      |
| 군사 - 조선민주주의인민공화국이 9월 11일과 12일 순항유도탄 시험 발사에 성공했다고 밝혔다. 보건 - 코로나19 범유행 - 대한민국의 0시 기준 누적 확진자 수가 274,415명으로 집계되었다. 전날 0시 대비 1,433명(국내 1,409, 해외유입 24)이 늘었다. - 미국 뉴욕의 학교들이 정상 등교를 시작하였다. 감염증 유행으로 2020년 3월 대면 수업을 중단한지 1년 6개월여 만이다. 정치와 선거 - 대한민국 국회에서 국회의원 윤희숙 의원에 대한 사직안이 가결되었다. 재적 233명, 찬성 188표, 반대 23, 기권 12표로 가결되었으며, 이에 따라 국민의힘 의석수는 104석으로 1석이 줄었다. 윤희숙 의원은 부친의 세종특별자치시 투기 의혹이 붉어지자, 지난 8월 25일 무관함을 밝히며 사퇴 의사를 표명하였으며, 27일 투기 가능성에 대해서 일부 인정하며 거듭 사퇴 의사를 밝혔었다. - 대한민국 제20대 대통령 선거, 더불어민주당 후보 경선: 정세균 후보가 경선에서 사퇴하였다. 정 후보는 9월 12일 치러진 1차 전국 및 강원 지역 경선 결과 4위로 밀려났으며, 이에 사퇴를 결심한 것으로 알려졌다. - 2021년 노르웨이 총선: 노르웨이에서 총선이 실시되었다. 노동당이 169석 중 48석을 얻었다. 의석 수는 한 석이 줄었으나, 제1당을 유지하였다. 중앙당(28석) 및 사회주의 좌파당(13석)과 연정을 구성할 것으로 전망되었다. |  |      |
| 2021년 9월 13일 (월요일) |  | 편집 |

| 2021년 9월 13일 (월요일) |  | 편집 |

| \| 2021년 9월 14일 (화요일) \| \| 편집 \| |  |      |
| 보건 - 코로나19 범유행 - 대한민국의 0시 기준 누적 확진자 수가 275,910명으로 집계되었다. 전날 0시 대비 1,497명(국내 1,463, 해외유입 34)이 늘었다. 누계가 일부 정정(-2)되었다. |  |      |
| 2021년 9월 14일 (화요일) |  | 편집 |

| 2021년 9월 14일 (화요일) |  | 편집 |

| \| 2021년 9월 15일 (수요일) \| \| 편집 \| |  |      |
| 국제 관계 - 대한민국의 정의용 외교부 장관과 중화인민공화국의 왕이 외교부장이 서울 종로구의 외교부 청사에서 외교장관 회담을 가졌다. 왕 외교부장은 이어 문재인 대통령을 예방하였다. - 미국의 조 바이든 대통령이 오스트레일리아와 영국과의 군사적 방위 협정 AUKUS 출범을 발표하였다. 삼각동맹의 출범과 함께 미국과 영국이 오스트레일리아에 핵잠수함 기술을 이전할 것으로 알려졌다. 군사 - 대한민국 국군 - 대한민국이 잠수함발사 탄도유도탄(SLBM)의 수중 발사 시험에 성공하였다. - 국방부는 국방과학연구소 태안 종합시험장에 문재인 대통령과 서욱 국방부 장관이 참관하는 가운데, 미국, 러시아, 중화인민공화국, 영국, 프랑스, 인도에 이은 세계 7번째로 잠수함 수중 발사 콜드런치에 성공하였다고 밝혔다. 대한민국 당국이 보유국으로 알려진 조선민주주의인민공화국을 제외한 것은 실제 잠수함 수중 발사가 확실하지 않은 것으로 판단하는 것으로 알려졌다. - 핵무기가 없는 나라의 SLBM 배치는 대한민국이 처음이다. - 이어 KF-21 보라매에 탑재할 장거리 공대지유도탄 분리 시험에 성공하였으며, 군 당국은 8월 말 개발을 완료한 초음속 순항유도탄도 공개하였다. 무력 충돌과 공격 - 조선민주주의인민공화국이 탄도유도탄(탄도미사일) 2발을 동해 해상으로 발사하였다. 대한민국 합동참모본부는 평안남도 양덕군 일대에서 2발의 탄도미사일 발사를 포착하였으며, 비행거리는 약 800 km에 고도는 60여 km로 탐지되었다고 설명하였다. 이틀 전인 9월 13일 발사한 순항유도탄과 달리, 탄도미사일은 유엔 안전 보장 이사회 결의 제1718호 위반에 해당한다. 보건 - 코로나19 범유행 - 대한민국의 0시 기준 누적 확진자 수가 277,989명으로 집계되었다. 전날 0시 대비 2,080명(국내 2,057, 해외유입 23)이 늘었다. 누계가 일부 정정(-1)되었다. |  |      |
| 2021년 9월 15일 (수요일) |  | 편집 |

| 2021년 9월 15일 (수요일) |  | 편집 |

| \| 2021년 9월 16일 (목요일) \| \| 편집 \| |  |      |
| 과학과 기술 - 스페이스X가 민간인 우주 관광객 4명을 태운 인스퍼레이션4 발사에 성공하였다. 인스퍼레이션4는 575km 고궤도를 사흘간 수십 바퀴 돌 예정으로, 앞서 버진 갤럭틱과 블루 오리진이 성공시킨 우주여행이 우주 경계를 저궤도 비행으로 수 분간 머물다 귀환한 것과 대조된다. 보건 - 코로나19 범유행 - 대한민국의 0시 기준 누적 확진자 수가 279,930명으로 집계되었다. 전날 0시 대비 1,943명(국내 1,921, 해외유입 22)이 늘었다. 누계가 일부 정정(-2)되었다. 재해 - 제14호 태풍 찬투가 다시 북상을 시작하였다. - 태풍은 지난 9월 12일에는 중화민국 타이완섬 동부 해상을 지나 북진 중, 14일 상하이 앞바다에서 동남쪽으로 남하, 정체되었었다. - 당초에는 중화인민공화국 상하이시에 상륙할 것으로 예상되었으나, 17일 오전 대한민국 제주도 동남쪽 50km 해상을 지나서 저녁께 일본 혼슈에 상륙할 것으로 예상 진로가 수정되었다. |  |      |
| 2021년 9월 16일 (목요일) |  | 편집 |

| 2021년 9월 16일 (목요일) |  | 편집 |

| \| 2021년 9월 17일 (금요일) \| \| 편집 \| |  |      |
| 보건 - 코로나19 범유행 - 대한민국의 코로나19 범유행 - 대한민국의 0시 기준 누적 확진자 수가 281,938명으로 집계되었다. 전날 0시 대비 2,008명(국내 1,973, 해외유입 35)이 늘었다. - 방역 당국의 예방접종 목표인 추석 이전 1차 접종 70%가 달성되었다. 17일 오후 5시경, 1차 접종 비율이 70%(약 3600만명)를 넘어섰다. 2월 26일 예정 접종 개시 이후 204일 만이다. 누적 1차 접종 완료자의 수는 4월 29일 300만명을 넘었으며, 6월 10일, 1,000만명, 8월 3일 2,000만명, 9월 5일 3,000만 명을 넘어섰었다. 스포츠 - 대한민국 전국체육대회(전국체전)가 대회 규모를 축소해 진행하기로 결정되었다. 10월 8일부터 14일까지 일주일간 고등부 경기만 치를 것으로 알려졌다. 지난해에는 코로나19 유행과 관련하여 대회 자체가 순연되었었다. 정치와 선거 - 알제리의 정치인 압델라지즈 부테플리카 전 대통령이 숨졌다. 부테플리카는 알제리의 제7대 대통령을 지낸 인물로, 1999년 4월 27일부터 2019년 4월 2일까지 20년 가까이 재임하였다. |  |      |
| 2021년 9월 17일 (금요일) |  | 편집 |

| 2021년 9월 17일 (금요일) |  | 편집 |

| \| 2021년 9월 18일 (토요일) \| \| 편집 \| |  |      |
| 과학과 기술 - 스페이스X의 인스퍼레이션4가 지구 궤도 우주여행을 마치고, 플로리다주 해안 대서양에 착륙, 귀환하였다. 인스퍼레이션4는 9월 16일 발사에 성공해 사흘간 지구 궤도를 돌았다. 문화와 예술 - 노트르담 대성당 화재: 2019년 4월 화재로 첨탑과 주변부가 훼손된 노트르담 대성당의 복원을 위한 사전 준비가 완료되었다. 프랑스 관계 당국은 복원 과정을 거쳐 오는 2024년경 다시 대중에 공개할 것이라고 밝혔다. 보건 - 코로나19 범유행 - 대한민국의 코로나19 범유행 - 대한민국의 0시 기준 누적 확진자 수가 284,022명으로 집계되었다. 전날 0시 대비 2,087명(국내 2,047, 해외유입 40)이 늘었다. 누계가 일부 정정(-3)되었다. - 0시 기준 1차 접종자의 수는 누적 36,075,026명으로, 주민등록인구 대비 70.3%가 1차 접종을 마쳤다. 전날인 9월 17일 0시 대비 658,121명이 늘었다. 한편, 442,993명이 접종을 완료, 접종 완료 비율은 대상자의 42.7%(21,933,023명)로 집계되었다. |  |      |
| 2021년 9월 18일 (토요일) |  | 편집 |

| 2021년 9월 18일 (토요일) |  | 편집 |

| \| 2021년 9월 19일 (일요일) \| \| 편집 \| |  |      |
| 보건 - 코로나19 범유행 - 대한민국의 0시 기준 누적 확진자 수가 285,931명으로 집계되었다. 전날 0시 대비 1,910명(국내 1,871, 해외유입 39)이 늘었다. 누계가 일부 정정(-1)되었다. 재해 - 스페인 카나리아 제도 라팔마섬에 위치한 쿰브레비에하 화산이 50년 만에 처음으로 분출했다. 몇 시간 후, 인접 마을의 노약자 및 가축에 대한 대피 명령이 내려졌다. |  |      |
| 2021년 9월 19일 (일요일) |  | 편집 |

| 2021년 9월 19일 (일요일) |  | 편집 |

| \| 2021년 9월 20일 (월요일) \| \| 편집 \| |  |      |
| 보건 - 코로나19 범유행 - 대한민국의 0시 기준 누적 확진자 수가 287,536명으로 집계되었다. 전날 0시 대비 1,605명(국내 1,577, 해외유입 28)이 늘었다. |  |      |
| 2021년 9월 20일 (월요일) |  | 편집 |

| 2021년 9월 20일 (월요일) |  | 편집 |

| \| 2021년 9월 21일 (화요일) \| \| 편집 \| |  |      |
| 보건 - 코로나19 범유행 - 대한민국의 0시 기준 누적 확진자 수가 289,263명으로 집계되었다. 전날 0시 대비 1,729명(국내 1,697, 해외유입 32)이 늘었다. 누계가 일부 정정(-2)되었다. |  |      |
| 2021년 9월 21일 (화요일) |  | 편집 |

| 2021년 9월 21일 (화요일) |  | 편집 |

| \| 2021년 9월 22일 (수요일) \| \| 편집 \| |  |      |
| 경제와 비즈니스 - 미국 연방준비제도(Fed, 연준)는 연방공개시장위원회(FOMC) 정례 회의를 갖고, 기존 0.00%~0.25%의 금리 수준을 유지한다고 밝혔다. 현 금리 수준은 지난 2020년 3월 15일 인하된 수준으로, 지난 해 4월, 6월, 7월, 9월, 11월, 12월, 2021년 1월, 3월, 4월, 6월, 7월에 이은 열두 번째 금리 유지 결정이다. 연준은 이르면 오는 11월 부터 양적 완화 축소(테이퍼링)가 시작될 수 있음을 시사하였다. 보건 - 코로나19 범유행 - 대한민국의 0시 기준 누적 확진자 수가 290,983명으로 집계되었다. 전날 0시 대비 1,720명(국내 1,703, 해외유입 17)이 늘었다. 재해 - 오스트레일리아 멜버른 인근에서 규모 5.6 지진이 발생하였다. |  |      |
| 2021년 9월 22일 (수요일) |  | 편집 |

| 2021년 9월 22일 (수요일) |  | 편집 |

| \| 2021년 9월 23일 (목요일) \| \| 편집 \| |  |      |
| 보건 - 코로나19 범유행 - 대한민국의 0시 기준 누적 확진자 수가 292,699명으로 집계되었다. 전날 0시 대비 1,716명(국내 1,698, 해외유입 18)이 늘었다. |  |      |
| 2021년 9월 23일 (목요일) |  | 편집 |

| 2021년 9월 23일 (목요일) |  | 편집 |

| \| 2021년 9월 24일 (금요일) \| \| 편집 \| |  |      |
| 국제 관계 - 캐나다에 가택연금 상태이던 화웨이의 멍완저우 부회장이 석방되었다. 멍 부회장은 일부 잘못을 시인하고, 미국 법무부와 기소유예 합의(DPA, Deferred prosecution)를 한 것으로 알려졌다. 이와 관련하여 , 3년 전 멍 부회장의 구속 당시 중화인민공화국 현지에서 간첩 혐의로 억류되었던 마이클 스페이버(Michael Spavor)와 마이클 코브릭(Michael Kovrig) 등 캐나다인 2명이 석방되었으며, 미국인 남매 신시아 류(Cynthia Liu)와 빅터 류(Victor Liu)의 출국 금지 조치가 해제된 것으로 알려졌다. 보건 - 코로나19 범유행 - 대한민국의 0시 기준 누적 확진자 수가 295,132명으로 집계되었다. 전날 0시 대비 2,434명(국내 2,416, 해외유입 18)이 늘었다. 누계가 일부 정정(-1)되었다. |  |      |
| 2021년 9월 24일 (금요일) |  | 편집 |

| 2021년 9월 24일 (금요일) |  | 편집 |

| \| 2021년 9월 25일 (토요일) \| \| 편집 \| |  |      |
| 보건 - 코로나19 범유행 - 대한민국의 0시 기준 누적 확진자 수가 298,402명으로 집계되었다. 전날 0시 대비 3,273명(국내 3,245, 해외유입 28)이 늘었다. 누계가 일부 정정(-3)되었다. 처음으로 하루 확진자 수가 3,000명 이상을 기록하였다. 정치와 선거 - 대한민국 제20대 대통령 선거, 더불어민주당 후보 경선: 더불어민주당 순회 경선 광주·전남 지역 경선 결과, 이낙연 후보가 47.12% 득표율로, 첫 1위를 기록하였다. 이재명 후보는 46.95%의 득표율로 2위를 기록하였다. 누적 집계 결과는 이재명 후보가 52.90%로 1위, 이낙연 후보 34.21%로 2위이다. |  |      |
| 2021년 9월 25일 (토요일) |  | 편집 |

| 2021년 9월 25일 (토요일) |  | 편집 |

| \| 2021년 9월 26일 (일요일) \| \| 편집 \| |  |      |
| 보건 - 코로나19 범유행 - 대한민국의 0시 기준 누적 확진자 수가 301,172명으로 집계되었다. 전날 0시 대비 2,771명(국내 2,735, 해외유입 36)이 늘었다. 누계가 일부 정정(-1)되었다. 정치와 선거 - 2021년 독일 연방의회 선거: 독일에서 독일 연방의회 선거가 실시되었다. - 선거 결과 사회민주당이 제1당(25.7%), 기민련·기사련 연합이 제2당[24.1%(기민련 18.9%+기사련5.2%)], 동맹 90/녹색당이 제3당(14.8%), 자유민주당이 제4당(11.5%), 독일을 위한 대안이 제5당(10.3%), 좌파당이 제6당(4.9%) 등으로 나타났다. 선거 결과에 따른 차기 연립정부 구성은 쉽지 않을 것으로 전망되었다. - 독일은 내각책임제를 채택하고 있으며, 16년간 총리직을 맡아온 앙겔라 메르켈 총리는 4번째 임기(제4기 메르켈 내각)를 끝으로 정계 은퇴를 예정하고 있다. - 대한민국 제20대 대통령 선거, 더불어민주당 후보 경선 - 더불어민주당 순회 경선 전북 지역 경선 결과, 이재명 후보가 54.55% 득표, 과반 득표로 1위를 기록하였다. 2위는 이낙연 후보로 38.48%를 득표하였다. - 순회 경선 누적 집계 결과는 이재명 후보 53.01%, 이낙연 후보 34.48%, 추미애 후보 10.60%, 박용진 후보 1.23%, 김두관 후보 0.51%로 집계되었다. 경선 이후 김두관 후보가 이재명 후보 지지와 함께 경선 중도 사퇴를 발표하였다. |  |      |
| 2021년 9월 26일 (일요일) |  | 편집 |

| 2021년 9월 26일 (일요일) |  | 편집 |

| \| 2021년 9월 27일 (월요일) \| \| 편집 \| |  |      |
| 보건 - 코로나19 범유행 - 대한민국의 0시 기준 누적 확진자 수가 303,553명으로 집계되었다. 전날 0시 대비 2,383명(국내 2,356, 해외유입 27)이 늘었다. 누계가 일부 정정(-2)되었다. |  |      |
| 2021년 9월 27일 (월요일) |  | 편집 |

| 2021년 9월 27일 (월요일) |  | 편집 |

| \| 2021년 9월 28일 (화요일) \| \| 편집 \| |  |      |
| 보건 - 코로나19 범유행 - 대한민국의 0시 기준 누적 확진자 수가 305,842명으로 집계되었다. 전날 0시 대비 2,289명(국내 2,270, 해외유입 19)이 늘었다. - 오스트레일리아의 누적 확진자 수가 100,000명을 넘어섰다. 전날 대비 1,880명이 추가 확진, 누적 확진자 수가 100,912명으로 집계되었다. |  |      |
| 2021년 9월 28일 (화요일) |  | 편집 |

| 2021년 9월 28일 (화요일) |  | 편집 |

| \| 2021년 9월 29일 (수요일) \| \| 편집 \| |  |      |
| 보건 - 코로나19 범유행 - 대한민국의 0시 기준 누적 확진자 수가 308,725명으로 집계되었다. 전날 0시 대비 2,885명(국내 2,859, 해외유입 26)이 늘었다. 누계가 일부 정정(-2)되었다. 정치와 선거 - 2021년 일본 자유민주당 총재 선거: 자유민주당의 총재를 선출하기 위한 선거가 실시, 기시다 후미오가 신임 총재에 선출되었다. - 스가 요시히데 총재는 지난 9월 3일 불출마를 선언하였으며, 고노 다로, 기시다 후미오, 다카이치 사나에, 노다 세이코가 후보로 나섰다. - 1차 선거에서 기시다 후보가 226표, 고노 후보가 225표로 2위를 기록, 결선 투표가 치러졌다. 결선 투표에서 기시다 후미오 후보가 257표로 170표를 얻은 고노 다로 후보를 꺾고 총재로 선출되었다. |  |      |
| 2021년 9월 29일 (수요일) |  | 편집 |

| 2021년 9월 29일 (수요일) |  | 편집 |

| \| 2021년 9월 30일 (목요일) \| \| 편집 \| |  |      |
| 보건 - 코로나19 범유행 - 대한민국의 0시 기준 누적 확진자 수가 311,289명으로 집계되었다. 전날 0시 대비 2,564명(국내 2,539, 해외유입 25)이 늘었다. 정치와 선거 - 조선민주주의인민공화국의 김정은 국무위원장이 전날 만수대의사당에서 진행된 최고인민회의 제14기 제5차 회의의 2일차 회의에서 일련의 소환, 보선 인사를 한 것으로 알려졌다. - 국무위원회 위원(국무위원)에 동생인 김여정 대의원 등을 선출하고, 김덕훈 내각 총리가 국무위원회 부위원장으로 승진하였다. - 최고인민회의 상임위원회 부위원장에 강윤석 중앙재판소 소장을 선출하였다. - 리병철 전 정치국 상무위원, 대미 실무 협상을 담당하던 최선희 외무성 제1부상 등이 소환되어 국무위원에서 제외되었다. |  |      |
| 2021년 9월 30일 (목요일) |  | 편집 |

| 2021년 9월 30일 (목요일) |  | 편집 |

| <          | 2021년 9월 | 2021년 9월 | 2021년 9월  | 2021년 9월 | 2021년 9월 | >          |
| 일         | 월         | 화         | 수          | 목         | 금         | 토         |
|            |            |            | 1 7.25 임자 | 2 26 계축  | 3 27 갑인  | 4 28 을묘  |
| 5 29 병진  | 6 30 정사  | 7 8.1 무오 | 8 2 기미    | 9 3 경신   | 10 4 신유  | 11 5 임술  |
| 12 6 계해  | 13 7 갑자  | 14 8 을축  | 15 9 병인   | 16 10 정묘 | 17 11 무진 | 18 12 기사 |
| 19 13 경오 | 20 14 신미 | 21 15 임신 | 22 16 계유  | 23 17 갑술 | 24 18 을해 | 25 19 병자 |
| 26 20 정축 | 27 21 무인 | 28 22 기묘 | 29 23 경진  | 30 24 신사 |            |            |

| - 2021년 - 8월 - 9월 - 10월 - 8일: 모로코 총선 - 13일: 노르웨이 총선 - 26일: 독일 연방의회 선거 - 29일: 일본 자유민주당 총재 선거 편집하기 |